# 羅茲基什內 (扎波羅熱州)
47°3′13″N 35°45′4″E / 47.05361°N 35.75111°E
羅茲基什內（烏克蘭語：Розкішне）是位於烏克蘭東南部的村莊，由扎波羅熱州波洛希區的莫洛昌斯克市鎮負責管轄。該村處於尤尚利河右岸，距離赫魯希夫卡3.5公里，面積1.42平方公里，海拔高度46米，2001年人口268。